# Trockner

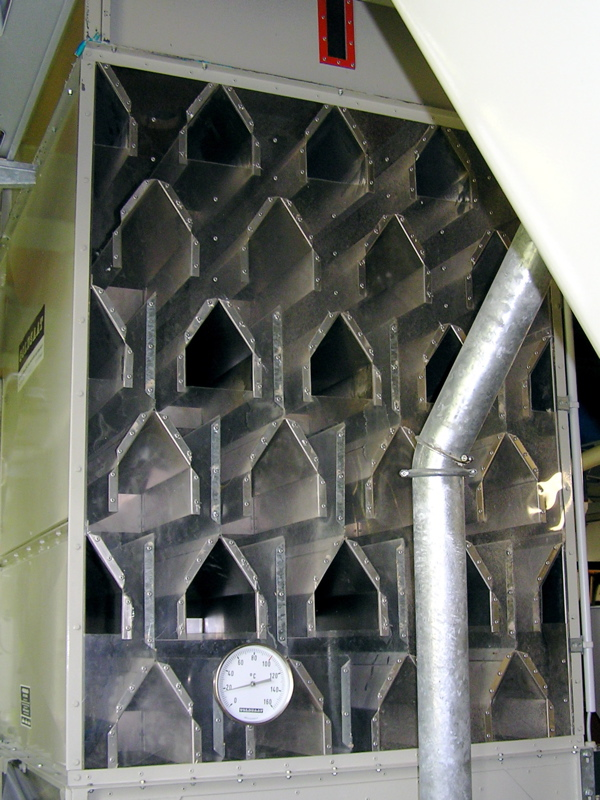
Dächertrockner in einer Mühle zum Getreidetrocknen

Ein Trockner ist ein Apparat, in dem das thermische Trennverfahren der Trocknung stattfindet.
Grundlagen der Trocknung sind unter jenem Begriff zu finden. Vor der Trocknung ist oft eine mechanische Entfeuchtung geschaltet, da die mechanischen Verfahren energetisch meist wesentlich günstiger abschneiden.

## Trocknerarten
Ein aus dem Haushalt bekanntes Gerät ist der Wäschetrockner. Im Labor-Technikumsmaßstab werden meist Trockenschränke verwendet. Technisch unterscheidet man chargenweise und kontinuierlich betriebene Trockner, außerdem nach Funktionsweise Kontakt- und Konvektionstrockner oder nach Bauart und Füllgut.

### Kontakttrockner
Das Gut wird durch Kontakt mit einer Heizfläche erhitzt, die Feuchtigkeit dadurch ausgetrieben. Es kann mit dieser ständig in Kontakt bleiben oder wird umgeschichtet. Es wird gegebenenfalls keine Luft benötigt, wenn die Feuchtigkeit im Vakuum über einen Kondensator abgeführt wird, bzw. die benötigte Luftmenge ist gering.
Bauarten von Kontakttrocknern:
Lyophilisator oder Gefriertrockner
Siehe Gefriertrocknung!
Röhrentrockner
Innerhalb einer großen, dampfbeheizten Trommel rieselt das Gut durch eine Vielzahl kleinerer Röhren
Schaufeltrockner
Das Umschichten des Guts geschieht in einer röhrenförmigen Heizfläche durch Schaufeln.
Schneckentrockner
Eine Förderschnecke transportiert das Gut an einer röhrenförmigen Heizfläche entlang. Es sind verschiedene Bauarten für pastöse Güter, Granulate etc. vorhanden.
Taumeltrockner
Dieser basiert auf einem ähnlichen Prinzip mit einem nicht rotationssymmetrischen Behälter.
Tellertrockner
Er wird mit beheizbaren Tellern auf meist mehreren Etagen sowie oft als Vakuumtrockner betrieben.
Trommeltrockner
Das Gut wird in einem beheizten, rotierenden Drehrohr bewegt und die Hubleisten an den Zylinderwänden sorgen für die Durchmischung.
Walzentrockner
Suspensionen und Schlämme werden auf langsam drehende, beheizte Walzen aufgetragen und nach dem Antrocknen mit Messern abgeschält.
Zylindertrockner
Bandförmige Güter (Papier, Textilien usw.) werden über beheizte Zylinder geführt. Oft werden diese durch Bandführungen oder Gurtbänder, die mitlaufen, stabilisiert.

### Konvektionstrockner
Das Trockengut kommt mit der heißen Trocknungsluft mit geringer relativer Luftfeuchtigkeit in Kontakt. Die Luft wird abgeführt und muss eventuell mit Staubabscheidern gereinigt werden, ggf. mit Rückführung der Luft nach dem Kondensieren der Feuchtigkeit.
Bauarten von Konvektionstrocknern:
Düsenturmtrockner
Dieser funktioniert wie ein Sprühtrockner, er kann jedoch größere Partikel (Durchmesser: 0,3 mm) erzeugen. Oft ist ein Wirbelschichttrockner zur Nachtrocknung der großen Partikel nachgeschaltet.
Hordentrockner
Das geschichtete Gut wird überströmt.
(Infrarot-)Tunneltrockner
Die Trocknung erfolgt durch Erwärmung beim Durchlauf durch den Trockenkanal.
Mahltrockner
Diese Bauart nutzt die Wärme beim Mahlen aus (z. B. für Braunkohle).
Schuhtrockner
Sprühtrockner
Die Suspension wird in den heißen Luftstrom versprüht (medizinische Wirkstoffe, Milch und Molke, Waschpulver etc.). Die erzeugten runden Partikel sind etwa 0,1 mm groß.
Stromtrockner
Ein pneumatisch förderbares Gut wird im unteren Teil eines meist senkrecht stehenden Rohrs eingebracht, vom heißen Trocknungsgas mitgerissen und mit einem Fliehkraftabscheider abgeschieden. Stromtrockner zeichnen sich durch kompakte Bauart und kurze Trocknungszeiten aus.
Trommeltrockner
Dieser nutzt eine ähnliche Verfahrensweise – jedoch mit Luftdurchsatz.wird überwiegend für dünnschichtige Stoffe wie Lacke, flächige Materialien, Baustoffplatten usw. genutzt.
Wirbelschichttrockner
Das Gut wird von unten durchströmt, in Schwebe gehalten und durchmischt. Wenn es getrocknet ist, wird es durch die Luft ausgetragen.

### Trockenlufttrockner
Ein Trockenlufttrockner ist ein Trockner mit einer Trockenluft, dessen Taupunkt bei unter −30 °C liegt.

### Druckluft-Kältetrockner
Druckluft-Kältetrockner trocknen Druckluft durch Abkühlung auf ca. 2 °C bis 5 °C. Durch die Verdichtung der Luft mittels des Kompressors enthält die verdichtete Druckluft entsprechend dem Druck auch mehr Wasserdampf, der durch die höhere Verdichtungstemperatur der Druckluft nicht auskondensiert. Erst durch die Abkühlung der Druckluft unterhalb der Sättigungslinie kondensiert der Wasserdampf als "Kondensat" aus. Die Druckluft bleibt ohne Druckluftaufbereitung immer wasserdampfgesättigt, so dass mit fortlaufender Abkühlung der Druckluft immer Kondensat entsteht, das mit Abscheidern aus dem Druckluftsystem abgeleitet werden kann. Durch die  Abkühlung der Druckluft im Druckluft-Kältetrockner auf ca. 2 °C bis 5 °C,  kann Kondensat erst wieder auskondensieren, wenn die Drucklufttemperatur unterhalb dieser Abkühltemperatur des Druckluft-Kältetrockners liegt.